# Campionato Primavera 1964-1965
Il Campionato Primavera 1964-1965 è la 3ª edizione del Campionato Primavera. I detentori del trofeo sono l'Inter per il campionato di serie A e l'Udinese per il campionato di serie B.
La squadra vincitrice del torneo di serie A è stata il Milan che si è aggiudicato il titolo di campione nazionale per la prima e unica volta nella sua storia. Il torneo di serie B è stato vinto per la prima volta nella sua storia dalla SPAL.